# Crunk
La musica crunk è un genere musicale originatosi nel sud degli Stati Uniti, in particolare nella zona est di Atlanta, Georgia; e in particolare in quello che viene considerato il suo luogo di nascita: Memphis, Tennessee.

## Definizione
Il crunk è classificato come una suddivisione del genere southern hip hop  detto anche dirty South hip hop ed è una conseguenza della bounce music di New Orleans. La particolarità di questo sottogenere del hip hop è la presenza di fischi o speciali beat piuttosto potenti; è anche evidente una forte componente Elettrorap.

## Storia

### I primi anni
Il genere crunk ha origine nei primi anni 1990, pur non salendo alla ribalta del mainstream musicale se non nei primi anni 2000. Il primo singolo di genere crunk di un certo successo è stato Get Crunked Up di Iconz, apparsa nel 2000.

### Successo e decadenza
Durante il 2003 il crunk è salito alla notorietà con i singoli Never Scared di Bone Crusher, featuring Killer Mike e T.I., Salt Shaker di Ying Yang Twins, featuring Lil Jon & the East Side Boyz, Damn! degli YoungBloodZ, prodotta dallo stesso Lil Jon e la famosa Get Low di Lil Jon & the East Side Boyz featuring Ying Yang Twins, salita al secondo posto della Billboard Hot 100 singles chart.
Nel 2004 il crunk e specialmente Lil Jon erano talmente conosciuti ed apprezzati che il famosissimo artista R&B Usher scelse proprio Lil Jon per fargli produrre il suo singolo Yeah!, diventato uno dei maggiori successi del 2004, anche per la rivista Billboard. Lil Jon ha prodotto un'altra hit da primo posto in classifica nel 2004 con Goodies di Ciara, featuring Petey Pablo.
Nel 2005 tuttavia fu chiaro che il crunk, dopo una breve parentesi di successo, aveva un suono che lo rendeva appetibile limitatamente ai suoi luoghi d'origine, come appunto Memphis e Atlanta.

Nel luglio 2007 arriva una grande conquista per il genere, la parola "Crunk" arriva nel dizionario "Merriam-Webster's Collegiate Dictionary", la definizione data dal dizionario è la seguente: 
(Merriam-Webster's Collegiate Dictionary)

## Crunk&B
Il Crunk&B è un sottogenere musicale del crunk in fusione con l'R&B. Le basi sono palesemente da club, mentre le liriche sono R&B. Alcuni tipici artisti crunk&B sono T-Pain, Usher e Ciara.
Il Crunk&B (sia il nome, sia il genere) è stato creato da Lil Jon con la produzione di "Yeah!" per Usher nel 2004.